# تيليمن
كيف تزويد الخدمه الذي يعامل معه الهاتف

## إنشائها
تم إنشاء الشركة اليمنية للاتصالات الدولية (تيليمن) عام 1990م كشركة مساهمة محدودة بين الحكومة اليمنية ممثلة بالمؤسسة العامة للاتصالات السلكية واللاسلكية وشركة البرق واللاسلكي البريطانية، ومع انتهاء فترة العقد بين الطرفين بنهاية عام 2003م قامت المؤسسة العامة للاتصالات السلكية واللاسلكية بشراء أسهم شركة البرق واللاسلكي كما قامت بتوقيع عقد إدارة مع شركة فرانس تيليكوم تقوم بموجبه بإدارة شركة تيليمن لمدة خمس سنوات تبدأ من يناير 2004م إلى 31 ديسمبر 2008 وقد تم تمديد هذا العقد ليكون حتى نهاية يونيو 2011.
وتتمركز مهام الإدارة الجديدة في إعادة هيكلة تيليمن وتطوير أعمالها والرقي بخدماتها وفقًا للمعايير الدولية. وتوفر تيليمن حاليًا مجموعة من خدمات الاتصالات تشمل الهاتف الدولي المباشر، بطائق اتصال دولي، الإنترنت، القنوات المؤجرة، خدمـة الاتصال الدولي المباشر عبر الأقمار الصناعية (Inmarsat) وخدمات شبكة النطاق العريض العالمية (BGAN) و (VSAT).

## التطور في الخدمات منذ تأسيسها
- يناير 1990

تم تأسيس شركة تيليمن بعدد أكثر من 300 موظف وذلك على أساس الشراكة بين شركة البرق واللاسلكي البريطانية والحكومة اليمنية
- سبتمبر 1991

تم تركيب سنترال تلكس حديث لمواجهة الطلب المتزايد على خدمة التلكس وتقديم خدمة الاتصال المباشر بالتلكس عبر خطوط الهاتف العادي.
- مايو 1992

تم إدخال خدمة الهاتف السيار إلى اليمن بغرض إيجاد حل سريع للاحتياج الكبير للاتصالات في المناطق الجنوبية الشرقية وأيضًا لتجسيد الوحدة اليمنية عبر الاتصالات الهاتفية.
- أبريل 1993

تم استبدال نظام حفظ التيار القديم بآخر جديد وحديث، كما تم تركيب نظام خدمة الاتصال بالكروت في مدينة عدن. كما تم افتتاح الخط الرقمي للاتصالات الدولية عبر المحطة الأرضية الخاصة بالمحيط الهندي.
- مايو 1993

تم تركيب سنترال للهاتف السيار إضافي في صنعاء مع زيادة عدد الخلايا في كل من صنعاء والحديدة، كما تم تركيب محطة اتصالات دولية رقمية جديدة، كما تم رفع القدرة الاستيعابية لسنترال الاتصالات الدولية.
- يونيو 1993

تم إدخال خدمة الهاتف السيار إلى المكلا مع خلايا لتغطية مدينة المكلا والشحر.
- سبتمبر 1996

لأول مرة في اليمن تم إدخال خدمة الإنترنت إلى اليمن تحت اسم خدمة واي نت.
- أكتوبر 1997

تم افتتاح السنترال الثاني للاتصالات الدولية لزيادة القدرة الاستيعابية للاتصالات الدولية.
- مايو 2000

تم إدخال خدمة بطاقة اتصال دولي، والتي تمكن الزبائن من إجراء المكالمات الدولية من أي هاتف دون الحاجة إلى الاشتراك في خدمة الصفر الدولي أو دفع فواتير شهريــة.
- عام 2001

تم تحديث المحطة الأرضية التي تتعامل مع القمر الصناعي العربي «عرب سات» إلى محطة رقمية IDR.
- يونيو 2002

تم تركيب سنترال اتصالات دولية جديد من نوع إريكسون ISC3 ليحل محل سنترال نياكس 61k. ISC3 تم تركيبه ليقدم تنوع وتعويض لحركة الاتصالات الدولية.
- يونيو 2004

تم تدشين تخفيضات أسعار الاتصالات الدولية تصل إلى 50%.
- يناير 2004

تم توقيع عقد مع شركة فرانس تيليكوم انترناشونال تقوم بموجه بإدارة شركة تيليمن لمدة خمس سنوات.
- أغسطس 2005

علاقة البريد مع تيليمن ومن خلالها يستطيع الزبائن التسديد عن طريق أي مكتب من مكاتب البريد في الجمهورية عن طريق الدفع المباشر أو عن طريق خدمة الريال الإلكتروني عبر الإنترنت.
- مايو 2006

تدشين مشروع الكابل البحري فالكون/فلاج. يعتبر هذا المشروع من المشاريع الاستراتيجية والذي سيوفر بوابات دولية جديدة لحركة الاتصالات من خلال كابل ألياف ضوئية يمر في البحر.
- يونيو 2008

تركيب نظام جديد للفوترة CCBS.
- ديسمبر 2008

تيليمن تمدد العقد مع شركة فرانس تيليكوم انترناشونال لسنتين إضافيتين.
- يناير 2010

تم تدشين تخفيض في تعرفة الاتصالات الدولية، ليصبح الإتصال الدولي بريال ونصف للثانية إلى أي بلد، وفي أي وقت ومن أي هاتف.
- يونيو 2013

تيليمن تدشن خدمة الياه كليك، وهي خدمة إنترنت تغطي المناطق الحضرية والنائية بسرعة تصل إلى 15 ميغابايت في الثانية.

## الخدمات

### خدمة الاتصال الدولي المباشر
هي خدمة تمكنك من إجراء الاتصال الدولي المباشر إلى جميع أنحاء العالم من خلال الهاتف الثابت المزود بصلاحية الصفر الدولي. وذلك من خلال الاتصال بالرقم (00) ثم مفتاح البلد المراد الاتصال إليه.
مع العلم بأن تيليمن هي المزود الوحيد للإتصالات الدولية لجميع شبكات المحمول في اليمن.

#### المميزات
- فاتورة شهرية مفصلة.
- يتم دفع فاتورة الاتصالات خلال ثلاثون يومًا.
- قيمة الاتصال تحسب لأقرب ثانية.
- الاشتراك بدون تأمين بالنسبة للمنازل.
- صحي وآمن وصوت نقي.
- مريح حيث وأن إمكانية الاتصال المباشر تتوفر لكم في المكتب أو المنزل.

#### التعرفة
تعرفة الاتصالات الدولية بريال ونصف للثانية إلى أي دولة وفي أي وقت وبدون اشتراك أو رسوم شهرية.
هذه التعرفة لا تتضمن الاتصالات عبر الثريا والإنمارسات.

#### كيفية الاشتراك
- زيارة أقرب مكتب للشركة أو أي من مكاتب المؤسسة العامة للاتصالات.
- اتفاقية الهاتف المحلي مع مؤسسة الاتصالات.
- البطاقة الشخصية أو جواز السفر.
- توقيع اتفاقية الصفر الدولي.
- رسوم التسجيل بواقع 500 ريال.

#### متطلبات خاصة
للمستأجر، مطلوب رسالة موافقة من مالك العقار.
للشركات ومراكز الاتصالات قد يطلب مبلغ معين كتأمين للسقوف التي تتجاوز (5000 ريال)

### خدمة الأعمال التجارية ياه كليك
ياه كليك هي خدمة إنترنت واسعة النطاق وعالية الأداء عبر الأقمار الصناعية للأفراد والمؤسسات في اليمن. تتيح هذه الخدمة للمشتركين فرصة التمتع بخدمة إنترنت عالية السرعة بدون انقطاع، ومن أي مكان ضمن نطاق التغطية.
كما تقدم يا كليك تقنية الاتصال بشبكة الإنترنت باستخدام مودم وصحن لاقط صغير الحجم وسهل التركيب مدعوم من قبل فريق فني متخصص وخدمات ما بعد البيع.

### خدمة بطائق اتصال دولي
هي خدمة توفر لكم إجراء الاتصال الدولي إلى العالم بسهولة عبر بطائق الخدش بالإتصال بالرقم (196).
استخدم بطائق دولي المسبقة الدفع من الهاتف الثابت أو الموبايل وصول متعدد بتقسيم الترميز ومن أي مكان داخل الجمهورية اليمنية للإتصال دوليًا.
مع هذه الخدمة تستطيعون استخدام بطائق إتصال دولي لفتح حساب للخط الدولي المباشر وذلك في الخط الثابت، اشحن رصيدك واستخدمه من الهاتف الثابت وتحكم في ميزانية استخدامك لهذا الخط.

#### المميزات
- بدون رسوم اشتراك أو فواتير شهرية.
- إمكانية التحكم في ميزانية الاتصال الدولي.
- لا تحتاج لزيارة أي فرع من فروع تيليمن للاشتراك في الخدمة.
- حسابك الدولي أكثر أمانًا عبر استخدام كلمة سر.
- يمكنك تخزين واختصار أرقامك الدولية بسهولة.

#### التعرفة
- نفس تعرفة الاتصال الدولي المباشر العادية مضاف إليها (5%) كرسوم خدمة.
- قيمة الاتصال تحسب لأقرب ثانية.
- بطائق الاتصال الدولي «دولي» متوفرة من خلال الفئات (200 ريال، 500 ريال، 1000 ريال، 2000 ريال، 4000 ريال).
- لفتح حساب للخط الدولي المباشر في الخط الثابت:

إخدش المنطقة المغطاة الموجودة خلف البطاقة حتى يتضح الرقم السري.
- اتصل بالرقم 196 واتبع التعليمات.

عندما يطلب منك إدخال الرقم السري، قم بإدخاله من اليسار إلى اليمن وسوف يتم إخبارك عن الصلاحية وقيمة الكرت ثم يطلب منك إدخال رقم الهاتف المراد الاتصال به، نرجو إدخال الرقم على النحو التالي:
إبدأ بإدخال صفرين ثم مفتاح البلد المراد الإتصال به + مفتاح المدينة المراد الاتصال بها + رقم الهاتف المطلوب الاتصال به.
إضغط على الرقم 99 للدخول إلى قائمة الخدمات التي تحتوي على التالي:
اضغط الرقم "11" للدخول في قائمة الاشتراك في الصفر الدولي.
اضغط الرقم "13" للدخول إلى قائمة اختصار الرقم الدولي.
اضغط الرقم "14" للإستعلام عن الأرقام ألمختصرة.
اضغط الرقم "16" لإعادة تعبئة رصيدك.
اضغط الرقم "17" للاستعلام عن رصيدك.
إختر أي من السابق واتبع التعليمات.

### خدمة الإنترنتADSL
تعتبر هذه الخدمة من أحدث وسائل الإتصال بالإنترنت حيث أنها تتيح للمشتركين سرعة الدخول إلى الإنترنت بسرعات عالية عبر الهاتف العادي وبإستخدام موجات ترددات عريضة لدعم استخدام فرد واحد أو أكثر من مستخدم في نفس المحيط.

#### المميزات
إنترنت بسرعة عالية جدًا.
يمكن استخدام الخط الهاتفي لخدمة ADSL والمكالمات الهاتفية في نفس الوقت.
نطاق طيف ترددي عريض وسرعة عالية لإرسال وإستقبال الصور والفيديو وأي معلومات أخرى.